# Piano Beruto

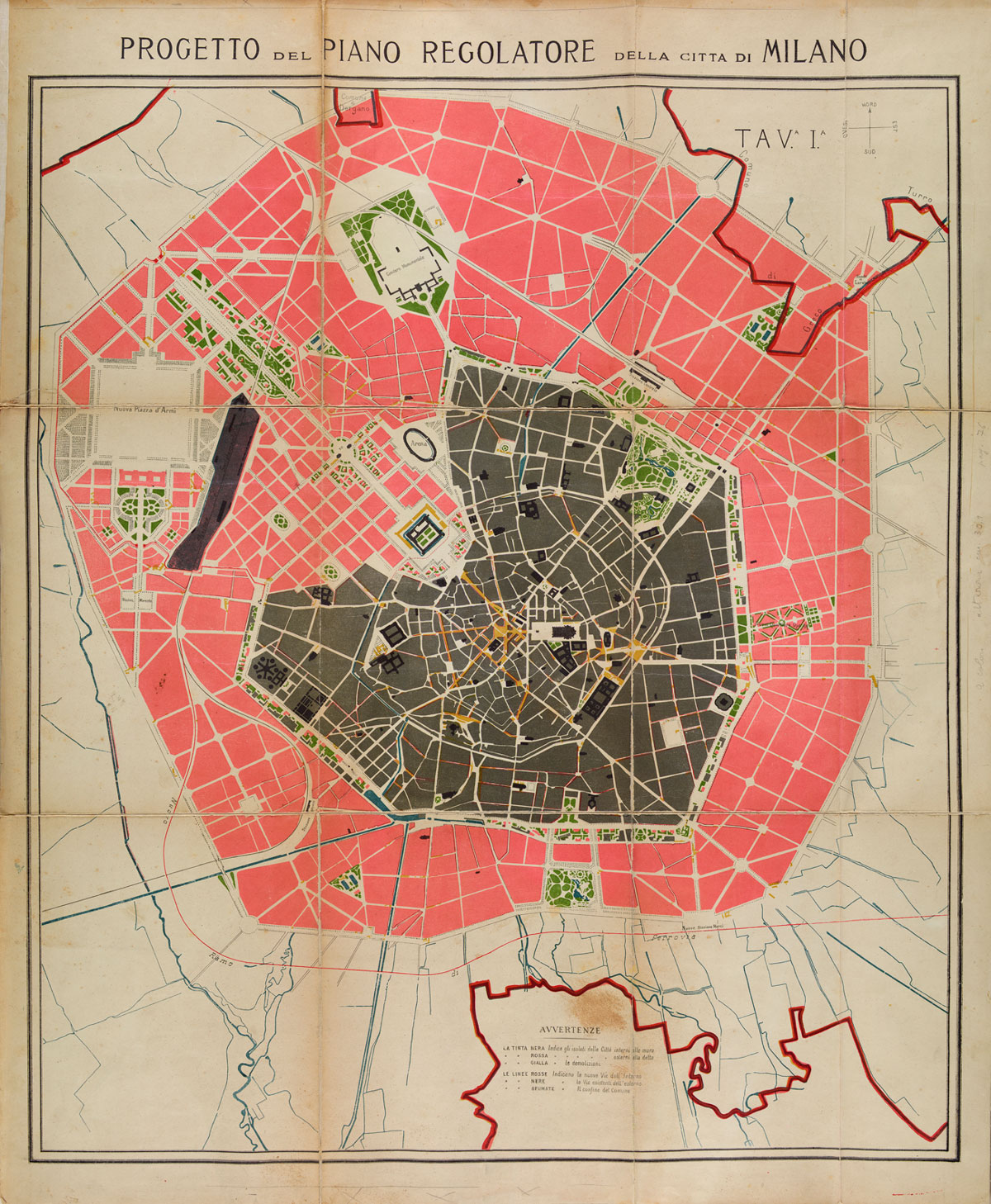
Il Piano Beruto, primo piano regolatore di Milano, che ha previsto lo sviluppo urbanistico della città (segnato in rosso) oltre la Cerchia dei Navigli e le mura spagnole

Il Piano Beruto è il primo piano regolatore della città di Milano. Steso ad opera dell'ingegner Cesare Beruto in una prima sua versione nel 1884, subì una lunga gestazione insieme con una profonda e accurata revisione, trovando l'approvazione definitiva soltanto nel 1889, anno in cui entrò in vigore.

## Storia del piano
Le forti pressioni maturate nei primi anni Ottanta dell'Ottocento e la problematica risoluzione delle controversie legate all'edificazione della Piazza d'Armi e delle aree intorno al Castello, spinsero l'Amministrazione Comunale a incaricare della stesura di un piano regolatore l'ingegnere capo dell'Ufficio Tecnico Cesare Beruto (1835-1915), in data 27 maggio 1884. Egli nel giro di diversi mesi redasse il primo progetto di piano, che sarebbe stato presentato in Consiglio Comunale il 9 marzo 1885. Approvato in questa sua prima versione il 12 gennaio 1886 (relatore Giovanni Battista Pirelli), venne tuttavia respinto dal Consiglio Superiore dei Lavori Pubblici, in particolare per un problema legato all'eccessiva grandezza degli isolati. Il 20 giugno 1888 ne venne approvata una seconda versione, che sarebbe stata approvata definitivamente dal Ministero in data 11 luglio 1889.
Il nuovo piano regolatore della città di Milano avrebbe dovuto impedire il riproporsi di situazioni imbarazzanti per l'Amministrazione Comunale, come quella avvenuta in relazione alla lottizzazione del Lazzaretto da parte della Società Fondiaria Milanese (creata appositamente per l'operazione dalla Banca di Credito Italiano che aveva precedentemente acquistato l'area dall'Ospedale Maggiore di Milano nel 1881). Il suo compito primario era dunque coordinare lo sviluppo e la crescita della Milano ottocentesca, contenendo le eccessive ambizioni speculative del privato, contrapposte agli interessi del pubblico.

## Le premesse storiche: Milano all'Unità d'Italia (1861)

### Il quadro urbano e territoriale
Alle soglie dell'Unità d'Italia (1861) Milano è una città di quasi 200 000 abitanti, analizzabile per le tre distinte aree che la caratterizzavano. La città innanzitutto si fonda su un nucleo storico circolare non del tutto edificato, risalente all'epoca medievale, chiuso da una cerchia di navigli. Fra questa parte di città consolidata e le Mura spagnole, i cosiddetti Bastioni, convertiti a passeggiate alberate ed impiegati come cinta daziaria, coesistono insediamenti urbani (concentrati perlopiù lungo gli assi che si dipartivano dal centro alla volta delle porte cittadine) e ampi terreni agricoli ancora del tutto inedificati. La terza area è quella costituita dalla municipalità dei Corpi Santi, un comune a corona che circondava tutta Milano, comprendendo quanto vi si trovasse immediatamente fuori dalle mura. In quest'ampia area sono facilmente individuabili insediamenti abitativi spontanei nati "fuori porta", fra i quali emergono senz'altro i borghi lineari di San Gottardo e della Ripa, fuori Porta Ticinese, e quello degli Ortolani, fuori Porta Tenaglia.

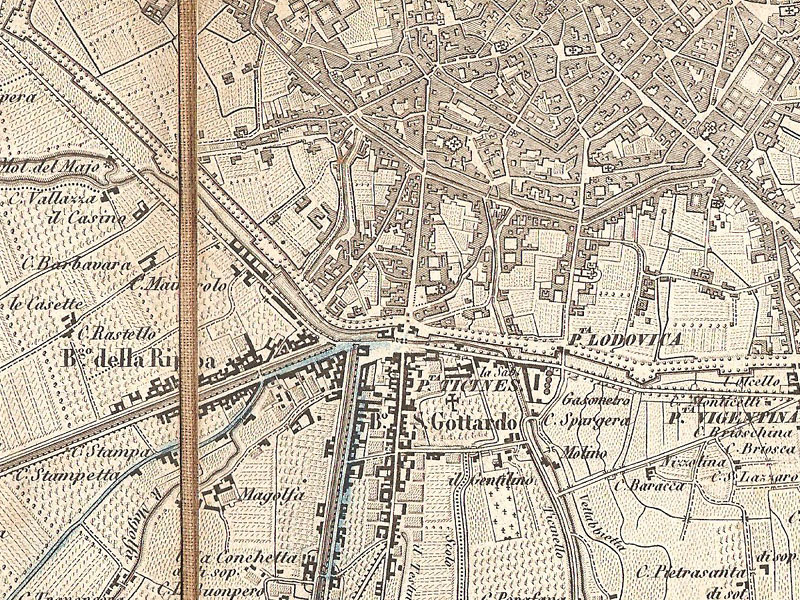
L'area di Porta Ticinese. Si noti in particolare la fitta trama di rogge e canali. Lungo il Naviglio Grande e il Naviglio Pavese si sviluppano il Borgo della Ripa e parte del Borgo di San Gottardo. Abbastanza evidente anche l'assenza della futura Porta Genova, aperta soltanto in seguito alla creazione della Stazione di Porta Ticinese.

### Il sistema idrografico milanese
A metà dell'Ottocento Milano si presentava ancora come una città intimamente legata all'acqua e in qualche modo su questa plasmata. Il nucleo centrale della città, quello delimitato un tempo dalle mura medievali di Milano, è stretto dalla Cerchia interna, l'antica fossa realizzata a partire dal 1155 per proteggere la città dal Barbarossa. È alimentata dalle acque della Martesana (1457-1496), che vi si immette attraverso il tombone di San Marco; giunta nei pressi della Darsena vi scarica le proprie acque attraverso la Conca del Naviglio. La Darsena viene invece alimentata dalle acque dell'Olona e del Naviglio Grande (1177-1211); a sua volta scarica le proprie acque nel Naviglio Pavese (1601-1919) e nel Ticinello (di epoca medievale). Altri importanti canali scaricatori in città sono il Redefossi, realizzato in epoca asburgica per deviare le acque della Martesana, e la Vettabbia, risalente addirittura a canalizzazioni romane. A completare il quadro sull'idrografia milanese vale la pena citare infine la fittissima rete di fontanili e di rogge che ancora solcano l'area compresa fra la Cerchia interna e le Mura spagnole, e tutti i Corpi Santi.
Se nei secoli precedenti tuttavia il sistema idrografico cittadino era stato senza dubbio un'importantissima risorsa, sia dal punto di vista strategico, sia dal punto di vista economico, le mutate condizioni dell'epoca, insieme con la fisionomia stessa della città e la sua rapida crescita, obbligavano ad un'importante riflessione sul suo ruolo e sulla sua presenza all'interno del tessuto della Milano che si apprestava a sorgere.

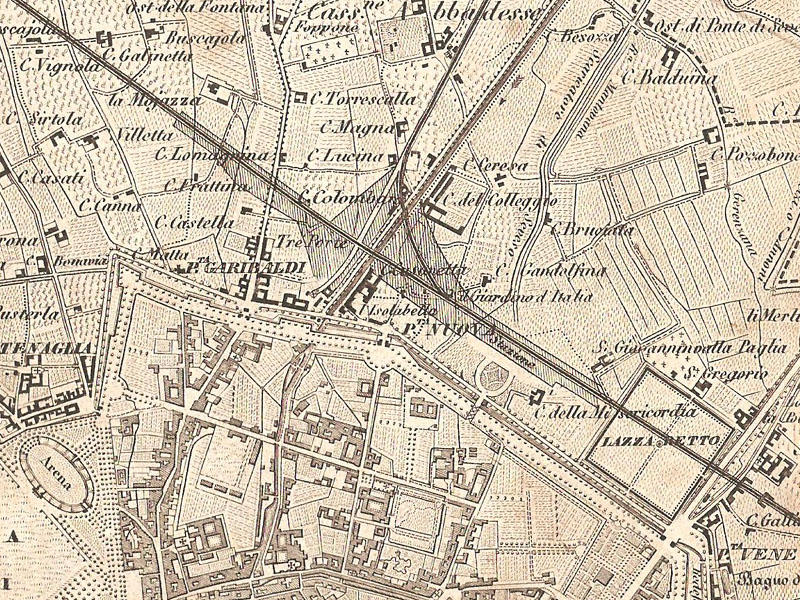
Il tracciato ferroviario fuori Porta Garibaldi e Porta Nuova (Milano): si possono notare le relative aree e il piazzale antistante la Stazione, con la Barriera Principe Umberto, aperta al di sotto dei Bastioni per consentire il passaggio verso la città.

### Il sistema ferroviario e il Lazzaretto
A partire dal 1840, anno in cui veniva aperta la prima linea ferroviaria per Monza, e dalla successiva apertura nel 1846 della Ferdinandea, la linea per Treviglio (che arriverà nel giro di undici anni a collegare Milano con Venezia), si andava a costituire un articolato sistema ferroviario che correndo tutt'attorno a Milano formava la cosiddetta Cintura, che aveva il suo centro nella Stazione Centrale vecchia, aperta nel 1864 sull'area attualmente occupata da piazza della Repubblica. Tale apertura aveva portato alla soppressione dei due collegamenti storici che penetravano più internamente in città (con le relative stazioni di Porta Nuova e di Porta Tosa). I vari spezzoni della cintura vennero attivati nell'arco di una trentina d'anni, rispettivamente nel 1858 (nord), 1861 (est), 1870 (ovest) e 1891 (sud).
Tutt'attorno la città la Cintura ferroviaria corre su un terrapieno. Per la sua realizzazione nel 1857 viene addirittura approvato l'attraversamento del Lazzaretto, risalente al XV secolo, all'interno del quale il rilevato si inserisce con arcate che beffardamente riprendono quelle sforzesche della struttura. Al tempo il Lazzaretto riversava in uno stato di evidente abbandono: l'Ospedale Maggiore lo affittava come deposito o per attività artigianali; le restanti parti erano occupate da diverse famiglie immigrate dalle campagne. Nel 1881 viene finalmente battuto all'asta alla Banca di Credito Italiano, che lo demolirà fra il 1882 e il 1890 per potervi successivamente costruire.

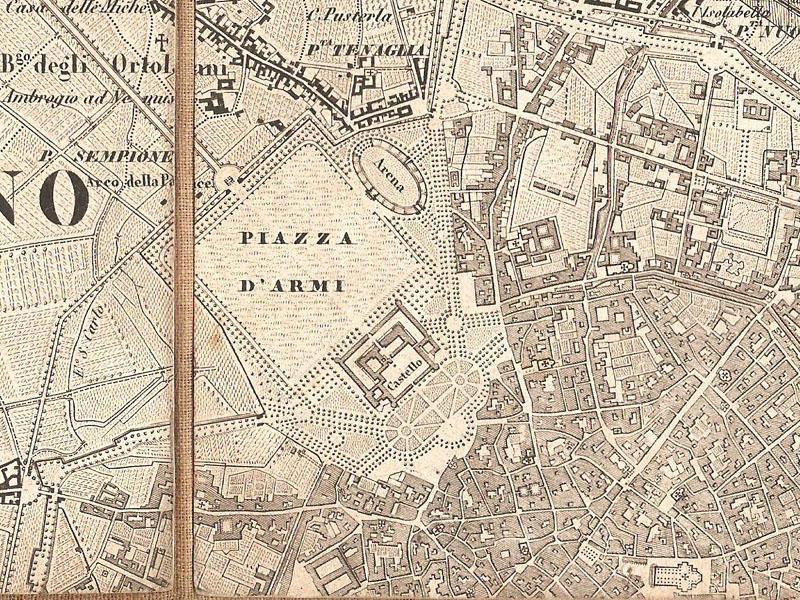
La vasta area della piazza d'armi, alle spalle del Castello e il centro storico di Milano, ancora inviolato. Abbastanza evidente il tessuto ancora marcatamente medievale che lo caratterizza, oltre all'assenza dell'attuale via Dante e del Cordusio, e l'impianto chiuso di piazza Mercanti (i puntini rappresentano il porticato del Palazzo della Ragione).

### La riorganizzazione del centro e il problema del Castello
Il centro di Milano nel 1865 appariva ancora praticamente intatto e nelle sue forme originali: è appunto solo di quest'anno la posa della prima pietra della futura Galleria, che costituirà il primo tassello nell'intera riqualificazione di piazza Duomo, che qui viene infatti ancora rappresentata nella sua forma trapezoidale, colmata dai vecchi edifici popolari in seguito abbattuti. Si tratta del grandioso progetto del Mengoni che rimarrà tuttavia incompiuto a seguito della sua tragica morte. La raggiunta Unità d'Italia (1861) aveva infatti fatto sì che il dibattito del tempo si concentrasse sulle forme che il nuovo centro italiano di Milano avrebbe dovuto assumere, conformemente alle nuove strutture e alle nuove forme che avrebbe imposto il rinnovato prestigio della città. È dunque con queste premesse che vengono approvati i primi sventramenti del centro, fra i quali l'ampliamento della via Orefici, la risistemazione di piazza dei Mercanti (che qui appare ancora nella sua originaria struttura chiusa), la realizzazione dell'attuale Cordusio (dalla forma ellittica) e la realizzazione di un collegamento diretto fra quest'ultimo e il Castello (l'attuale via Dante).
Il Castello in particolare costituiva un problema irrisolto non da poco all'interno del dibattito del tempo. Privato della sua funzione militare appariva come un grande gigante addormentato al centro di una vastissima area inedificata, che comprendeva anche l'enorme piazza d'armi che si estendeva alle sue spalle. Le precarie condizioni in cui riversava ne facevano analogamente al Lazzaretto una ghiotta preda per le mire speculative del tempo, ancor più appetibile per la posizione e l'estrema vicinanza col centro. Una proposta di edificazione, redatta dall'ingegner Clemente Maraini ne prevedeva addirittura la parziale demolizione per connettere l'Asse del Sempione col Cordusio, attraverso la futura via Dante. L'accesa discussione tuttavia che si era venuta a creare sia sul fronte dell'indignazione popolare, sia sul fronte del dibattito urbanistico e architettonico spingono il Ministero della Pubblica Istruzione a porre il veto sulla demolizione, costringendo in qualche modo il Comune a intervenire nella regolazione degli appetiti speculativi, in particolare quelli della Società Fondiaria Milanese (creata dalla Banca di Credito Italiana al tempo delle speculazione sul Lazzaretto) sull'area della ex piazza d'armi.

## Il Piano Beruto

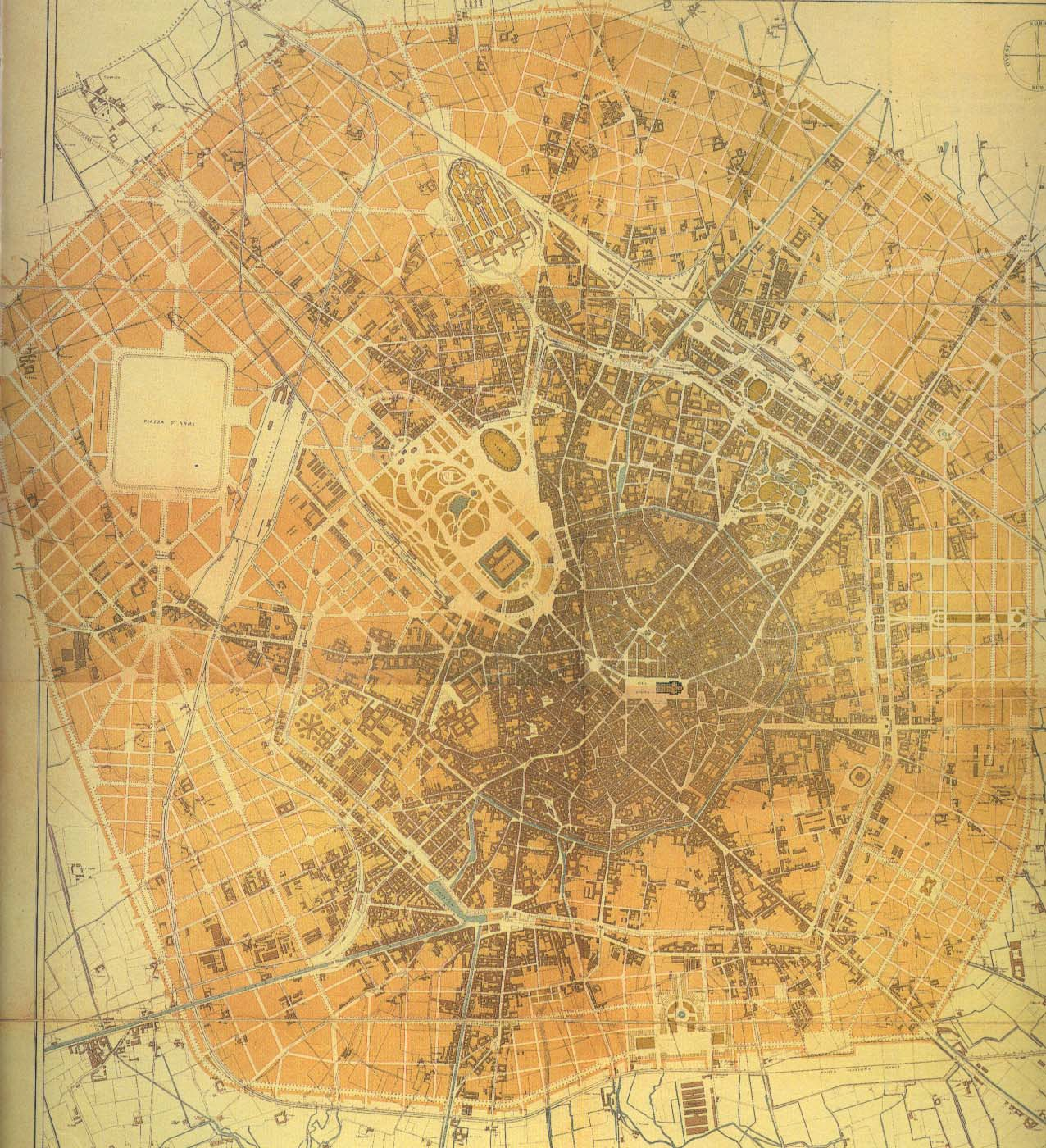
La versione definitiva del Piano Beruto (1889)

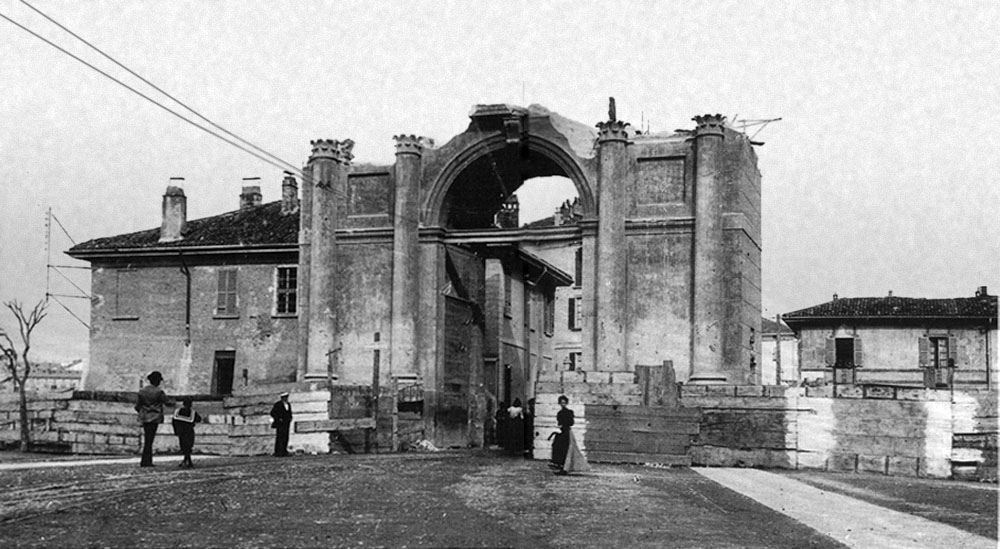
Porta Magenta durante la sua demolizione, nel 1897. Contemporaneamente alla demolizione dei Bastioni si procedette in diversi casi alla demolizione delle vecchie porte cittadine, per più generici motivi viabilistici e talvolta anche edilizi. Fu così che verso la fine del secolo scomparve Porta Magenta, realizzata nel 1805 da Luigi Canonica.

### I «principali direttivi» e il superamento del dualismo fra città e suburbio
Il Beruto nella stesura del proprio piano individua innanzitutto i due principi cardine a cui questo si sarebbe dovuto ispirare: la fede, «quella del prospero avvenire economico e materiale della città», e un convincimento, «quello della necessità, di fare cosa pratica che potesse avere immediato principio di esecuzione come è assolutamente d'uopo, non dimenticando insieme al necessario e all'utile, di soddisfare alle esigenze del decoro ed anche del bello».
Successivamente ai presupposti su cui si fonda il piano, il Beruto individua tre cosiddetti principali direttivi, che si sarebbero dovuti prendere a guida nella compilazione di quest'ultimo. Innanzitutto il più importante, «quello di procurare il maggior possibile collegamento, la maggior possibile unione delle due grandi parti, interna ed esterna, fondendole, per così dire insieme, per modo da formulare un tutto solo». Il secondo è «quello di dotare la città della voluta capacità di espansione in relazione ai suoi molteplici bisogni, specialmente industriali, ed in proporzione agli aumenti di popolazione che già si verificano sperabili futuri». In ultimo «quello, finalmente, di migliorarla nelle sue condizioni meno perfette, risolvendo i vari problemi che presenta nel suo attuale stato di iniziata trasformazione ed avviato ampliamento, onde dal complesso delle opere che si progettano possa raggiungere quel conveniente assetto che le si addice di grande città, prospera e civile». Tutto questo tenendo tuttavia espressamente conto dell'esistente, delle trasformazioni già in atto e anche delle convenzioni già stipulate fra pubblico e privato, oltre che di un più generico principio di «savia economia», evitando quanto di inutile e di eccessivamente dispendioso si può evitare.
Il primo passo per unire non solo idealmente la città interna ai Bastioni e quella sviluppatasi spontaneamente – in particolar modo nell'ultimo ventennio – al suo esterno è il prolungamento attraverso la cinta muraria delle strade presenti internamente ed esternamente alla città, in modo da dar loro continuità. La sempre attuale necessità di aprire nuove porte e nuovi attraversamenti attraverso i Bastioni non è altro che la dimostrazione di questo bisogno da parte di entrambe le parti di un'unificazione più seria. Viene pertanto sostenuto lo spianamento dei Bastioni, che sarebbe cominciato immediatamente già nel 1885.
(Cesare Beruto, Progetto del Piano Regolatore della Città di Milano, relazione all'Onorevole Giunta Municipale (31 dicembre 1884))
La scomparsa dei Bastioni permetterebbe la creazione di «un nuovo viale di grandi dimensioni, parallelo alla Circonvallazione, alla quale potrebbe essere collegato mediante ampi interspazi alberati». Le zone edificate dunque a ridosso risulterebbero estremamente eleganti e ariose. Gli spazi pubblici tenuti a verde avrebbero inoltre una propria continuità anche in quei tratti laddove si è invece deciso di mantenere le bastionature, sistemate opportunamente ad eleganti passeggiate, come nel caso dei Bastioni di Porta Venezia, adiacenti ai Giardini Pubblici o della tratta in cui i Bastioni scavalcavano il Naviglio in entrata e in uscita della città, dove sarebbe comunque stata necessaria, in caso di demolizione, un'adeguata opera capace comunque di garantire il superamento delle acque, che scorrevano poco al di sotto del livello stradale.
(Cesare Beruto, Progetto del Piano Regolatore della Città di Milano, relazione all'Onorevole Giunta Municipale (31 dicembre 1884))

### La forma della città, la maglia viaria e la ferrovia
(Cesare Beruto, Progetto del Piano Regolatore della Città di Milano, relazione all'Onorevole Giunta Municipale (31 dicembre 1884))

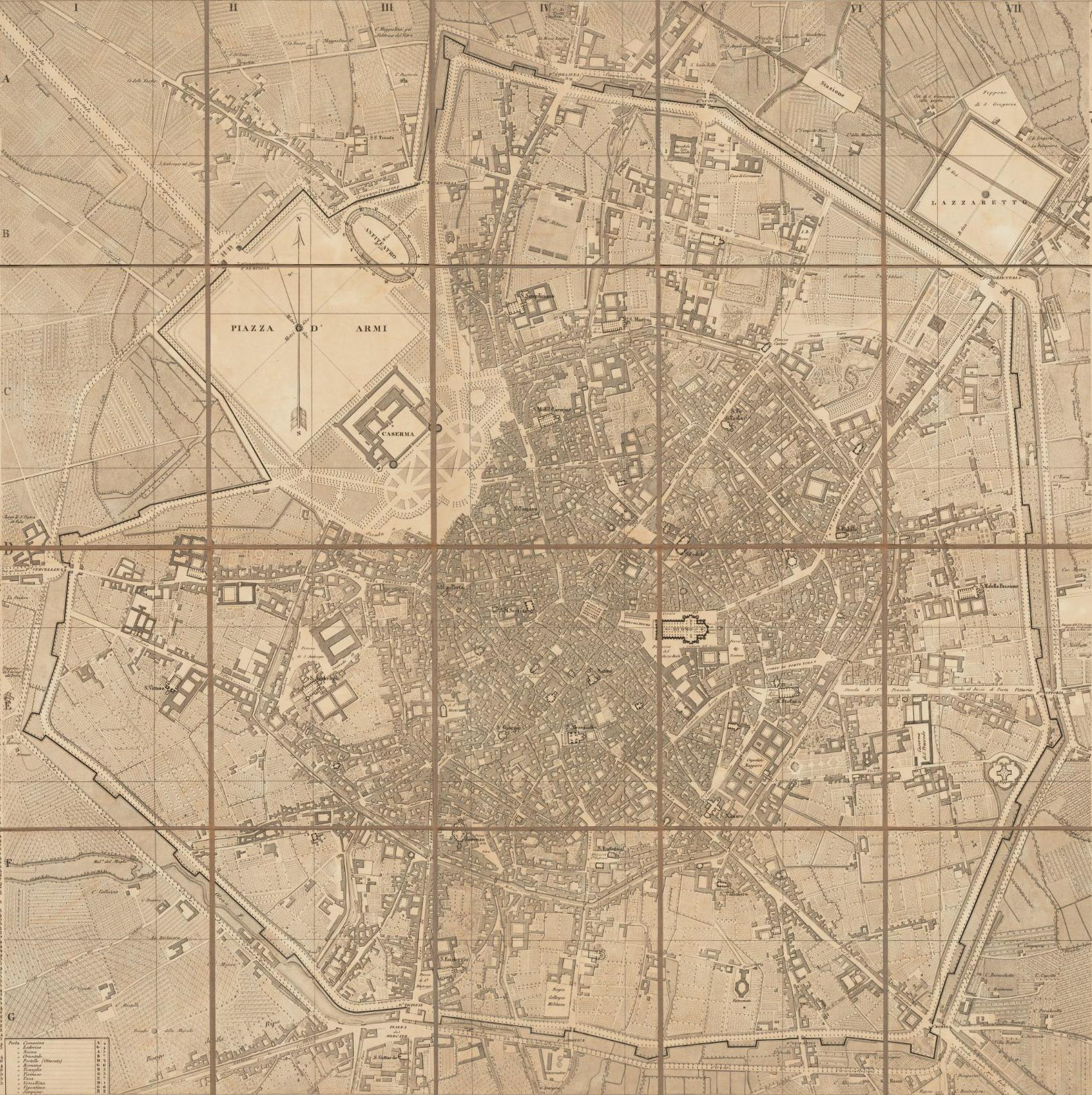
Giovanni Brenna, Carta di Milano (1860). Si noti la particolare forma che aveva assunto all'epoca la città, coi suoi sviluppi concentrici.

Definita la priorità di dare continuità alla città, senza l'interposizione di mura al suo interno, si passa ad analizzare la forma che questa dovrà assumere nella sua nuova estensione. Essa viene individuata come il frutto di una più progressiva sedimentazione dei diversi strati di ogni epoca e pertanto ne viene deciso uno sviluppo analogo, che riprenda uno sviluppo per cerchi concentrici. Parallelamente alla nuova circonvallazione ricavata sui bastioni, ne viene tracciata un'altra, più esterna, di maggiore ampiezza, che conterrà l'intero sviluppo cittadino. Fra gli assi radiali che si dipartono dalla città verso l'esterno e la nuova viabilità, vengono realizzati isolati di ragguardevole dimensione, talvolta con lati che arrivavano a misurare addirittura 200 e 400 metri. Il Beruto afferma esplicitamente di prendere a modello quanto adottato a Berlino in quegli anni, fermamente convinto che «gli isolati piccoli sono il portato della speculazione, a meno che si tratti di speciali destinazioni, o di costruzioni di lusso». La scarsa frammentazione degli isolati avrebbe permesso un'edificazione dei suoi margini, col cortile interno sufficientemente spazioso da permettere la presenza di un giardino. Particolare attenzione viene posta anche nella determinazione della larghezza stradale. Il piano si premura di dare adeguata larghezza a ciascuna strada, a seconda della propria classificazione come strada locale, asse radiale o viale di circonvallazione. Questo per facilitare la presenza di binari tramviari o ferroviari, la fermata dei veicoli davanti alle case, qualunque lavoro di manutenzione (stradale o edilizia) e la stessa alberatura di quelle più larghe.

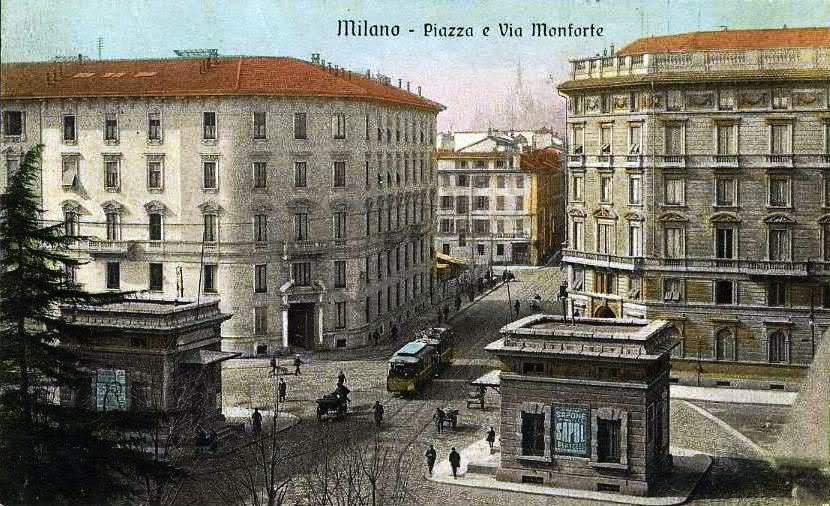
Porta Monforte, l'ultima fra le porte di Milano ad essere aperta

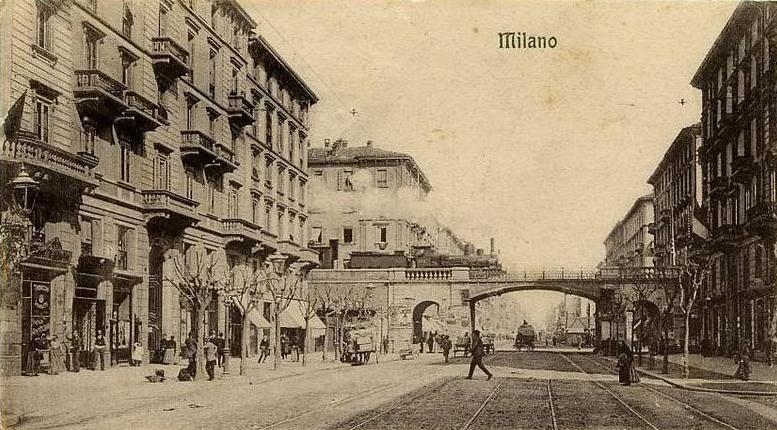
La ferrovia, che attraversava sopraelevata corso Buenos Ayres.

Tuttavia per quanto riguarda l'ampiezza degli isolati il parere negativo del Consiglio Superiore dei Lavori Pubblici costrinse ad un loro sostanziale dimezzamento, col risultato della definizione di una maglia viaria decisamente più fitta. Lo stesso Giovanni Battista Pirelli avrebbe così commentato il fatto, che di per sé stravolgeva una delle idee alla base del piano stesso:
(Giovanni Battista Pirelli, riportato in Maurizio Grandi, Attilio Pracchi, Guida all'architettura moderna, Zanichelli, Bologna, 1980)
Dal punto di vista geografico la città trova nel piano un maggiore sviluppo a nord, tanto che il centro virtuale della città viene a spostarsi di circa 500 metri da piazza Mercanti allo slargo di Ponte Vetero. La preferenza delle aree settentrionali a quelle meridionali della città è dovuta alle caratteristiche fisiche della città, che digrada «su un dolce pendìo da nord-nord-ovest a sud-est». Pertanto le aree settentrionali appaiono più salubri, i terreni più asciutti e le acque più pure.
Sul piano territoriale il Beruto, pur urbanizzando buona parte della superficie comunale, sostiene la necessità di un'ampia zona rurale tutt'attorno alla città, che ne permetta in futuro uno sviluppo e che ne consenta nel frattempo lo svolgimento delle attività che non possono trovarvi spazio all'interno di essa: dalle attività di sepoltura quelle di scavo ed estrazione dei materiali ghiaiosi, fino ovviamente alla piantagione e alla coltivazione. Nelle zone più esterne e staccate dalla città andrebbero inoltre collocate anche le grandi industrie cittadine, per quanto comunque raccordate alla ferrovia. Per tutti questi motivi viene ipotizzata una futura annessione della fascia di comuni che circondavano al tempo Milano, per quanto non necessariamente imminente.
Una piccola parentesi viene poi dedicata anche alla presenza della ferrovia in città, la cui Cintura manca solo del troncone meridionale, in fase di realizzazione. Questa attraversa la città perlopiù in rilevato, in modo da ridurre al minimo le interferenze con la viabilità stradale e con corsi d'acqua e navigli.

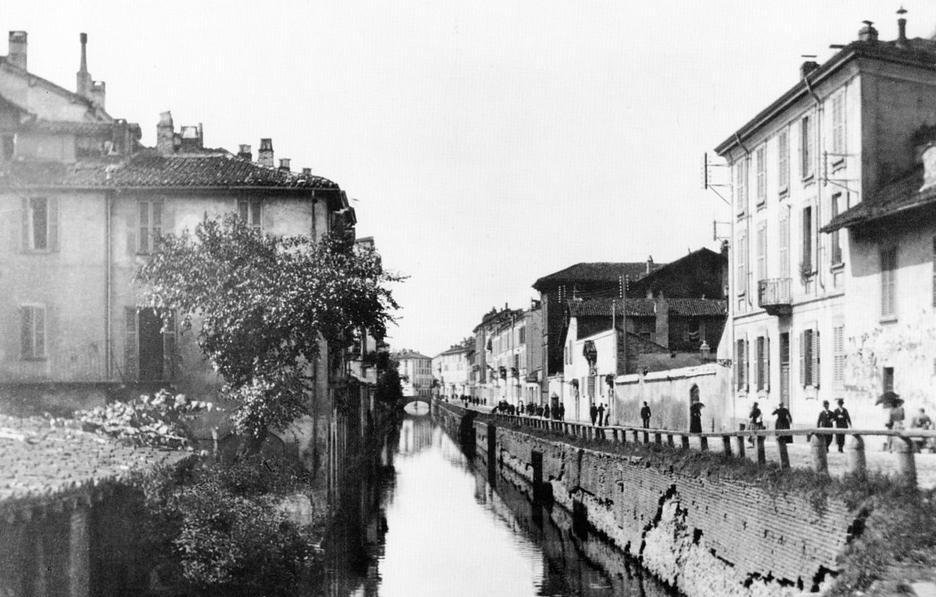
Il Naviglio di San Gerolamo nel 1890.

### La questione delle acque: i navigli, le canalizzazioni, le fogne
Un problema abbastanza grosso al tempo era dato dalla presenza in città delle acque canalizzate e dalla necessità di canalizzare quelle che si trovavano subito esterne a questa. Viene osservato nel piano innanzitutto il drastico calo relativo la navigazione della Cerchia interna e la necessità di metter mano ad alcuni argini e ponti particolarmente dissestati e pericolosi. La progressiva crescita della città sfavoriva la presenza di acque canalizzate scoperte al suo interno, in particolar modo per il livello di insalubrità che raggiungevano in certi periodi le acque. Viene inoltre considerato l'assurdo tracciato che viene compiuto per connettere le acque della Martesana con quelle della Darsena, in virtù del quale si propone di rendere navigabile il Naviglio di San Gerolamo (il troncone di Cerchia interna che dalla Conca del Naviglio andava ad alimentare le acque stagnanti del fossato del Castello), connettendolo direttamente col Tombone di San Marco. Tale connessione sarebbe dovuta avvenire sottopassando il Castello: per la realizzazione del tunnel vengono citati l'analogo sistema del Canal Saint-Martin a Parigi, percorso da barche a rimorchio a vapore, e la Metropolitan Railway a Londra, che al tempo aveva già realizzato scavi ben più arditi e complessi. Ottenuta la connessione diretta, si sarebbe potuto rilanciare il sistema di navigazione sopprimendo l'ormai inutile e lungo percorso della Cerchia interna.

La copertura della Cerchia interna in via Senato (1929-1930).

L'interessante proposta tuttavia non sopravvisse nemmeno alla seconda stesura del piano: se infatti nella prima versione veniva curiosamente riportato il Naviglio di San Gerolamo a discapito della Cerchia interna, che spariva sotto la nuova maglia viaria, nella seconda si invertono le parti, ed è il Naviglio di San Gerolamo a scomparire dalle carte, a vantaggio della Cerchia interna. Il Beruto legava la fortuna degli interventi alle sorti del piano e degli investimenti che venivano a gravitare sulla sua attuazione nelle singole zone. Sostanzialmente si decise di mantenere le cose così come stavano: il Naviglio di San Gerolamo (di cui era già stata approvata la soppressione il 13 giugno 1883) sopravvisse per circa un decennio ancora, venendo coperto fra il 1894 e il 1896 a causa delle precarie condizioni igieniche e strutturali, oltre che per la sua sostanziale inutilità non potendo essere navigato; la Cerchia interna verrà invece interrata a partire dal 1929.
La tombinatura doveva ritenersi analogamente imprescindibile per tutta una serie di corsi d'acqua minori che attraversavano aree già urbanizzate o di prossima edificazione. Il piano richiamandosi al principio «SALUS PUBLICA SUPREMA LEX» e alle apposite commissioni d'igiene sorte in quegli anni al riguardo, contempla la copertura – fra i corsi d'acqua più noti – del Redefossi, delle acque deviate del Seveso ancora scoperte, della successiva Vettabbia e del Borgognone. Viene inoltre sollevato il problema delle frequenti esondazioni delle acque proprio del Seveso, a nord della città, e dei suoi canali deviatori presso la Vetra; analogo problema, questa volta a ovest, è costituito dall'Olona, per il quale viene imposta una canalizzazione forzata.

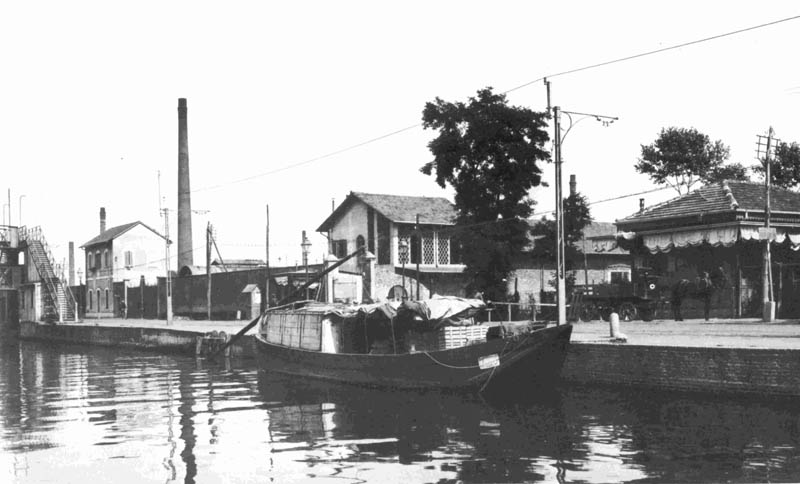
Il dazio a San Cristoforo, sul Naviglio Grande.

Il compimento di queste opere, per quanto previste dal piano e particolarmente necessarie nell'immediato alla città che andava sviluppandosi in quegli anni, avvenne soltanto diversi decenni dopo. Fu infatti solo la drastica presa di posizione delle autorità cittadine in età fascista a decretare la definitiva scomparsa dei vari canali e corsi d'acqua che scorrevano internamente alla città. Di poco anteriore invece l'inizio dei lavori di canalizzazione dell'Olona lungo la Circonvallazione esterna, cominciati nel 1919, protrattisi per tutta l'età fascista (con la copertura del ramo che si immetteva nella Darsena), e volti a compimento soltanto negli anni cinquanta, contestualmente all'inizio della sua copertura.
A completamento del discorso sulle acque, il piano si sofferma anche sull'inesistenza di un servizio fognario cittadino, e sulla necessità perché Milano provveda a dotarsene nel più breve tempo possibile. Parallelamente alla dotazione di nuovi impianti per i quartieri di nuova realizzazione viene sostenuta la necessità della canalizzazione e della copertura dei corsi d'acqua presenti in città anche in virtù di un loro utilizzo a fogna. Tale usanza infatti non è da considerarsi sfavorevolmente in relazione alla città di Milano, in quanto già adottata dall'epoca romana e peraltro utile anche all'irrigazione e alla fertilizzazione dei terreni a sud della città. Contemporaneamente alla stesura del piano era in corso anche la definizione dei progetti per la realizzazione dell'acquedotto cittadino, che approvvigionasse la città di acqua potabile.

### L'eccessiva densità del centro abitato
(Cesare Beruto, Progetto del Piano Regolatore della Città di Milano, relazione all'Onorevole Giunta Municipale (31 dicembre 1884))
(Cesare Beruto, Progetto del Piano Regolatore della Città di Milano, relazione all'Onorevole Giunta Municipale (31 dicembre 1884))

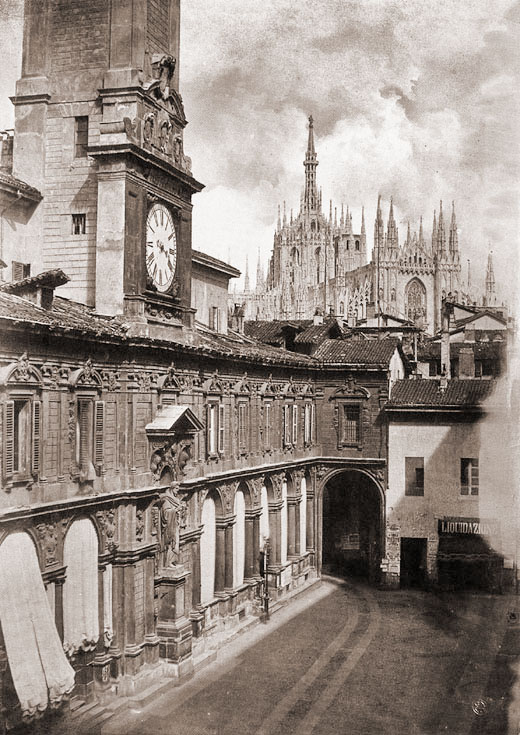
Piazza Mercanti nel 1860, con lo storico passaggio coperto per il Duomo e i vecchi edifici che sorgevano davanti a quest'ultimo, non ancora demoliti per realizzare la Galleria e la nuova piazza Duomo.

Ad un'analisi sulla densità abitativa della parte più centrale della città emerge chiaramente uno scompenso sul rapporto fra abitanti e superficie totale, dovuta a un'edificazione eccessivamente intensiva. Tale dato di fatto legittima pertanto alcuni interventi di sfoltimento dell'abitato, coerenti con la sistemazione della parte più centrale di Milano secondo i canoni ottocenteschi. La risistemazione di piazza Duomo e la realizzazione di piazza della Scala, col relativo sventramento dei quartieri popolari che vi sorgevano al loro posto inaugura la stagione dei grandi sventramenti cittadini, che si protrarrà tragicamente per quasi un secolo.
In particolare viene portata avanti l'apertura di un collegamento diretto (in asse col Sempione fino in Cordusio) fra i nuovi quartieri del Foro e della piazza d'armi e il Duomo, che preveda l'ampliamento di strade già esistenti (via Orefici) e la realizzazione di una nuova piazza ellittica che desse un maggiore respiro al centro di Milano, e che sarebbe diventata la sede di rappresentanza della vita finanziaria della città. Parallelamente a questi interventi si sarebbe proceduto con l'ampliamento di diverse altre strade, considerate eccessivamente strette per le mutate esigenze di viabilità cittadina. Per piazza Duomo viene portato avanti il trasferimento del capolinea dei tram, in modo da mantenervi soltanto i transiti, sfoltendo il traffico.
Sull'incompiutezza di piazza Duomo viene timidamente avanzata la proposta di affacciarvi il nuovo palazzo municipale; viene inoltre allargato lo stretto passaggio coperto che conduceva in piazza dei Mercanti, che viene quasi interamente sventrata. In casi come questo, operato un distinguo fra ciò che viene ritenuto meritevole di essere preservato e ciò che invece viene ritenuto privo di qualsiasi valore si opera una totale sostituzione del tessuto edilizio secondo i nuovi canoni estetici propri dell'Ottocento. Palazzo della Ragione perde pertanto la propria dimensione e, seppur preservato, quasi sfigura fra le nuove realizzazioni ottocentesche. Analogamente si provvede ad operare sfoltimenti attorno a quei monumenti, universalmente riconosciuti come tali, totalmente attorniati da edificazioni, in modo da farli apparire isolati. Col senno di poi la distruzione del contesto all'interno del quale si inserivano e trovavano una propria dimensione questi monumenti ha di contro portato in molti casi ad un parziale svilimento degli stessi.
(Cesare Beruto, Progetto del Piano Regolatore della Città di Milano, relazione all'Onorevole Giunta Municipale (31 dicembre 1884))

### Il problema del Castello
(Cesare Beruto, Progetto del Piano Regolatore della Città di Milano, relazione all'Onorevole Giunta Municipale (31 dicembre 1884))
(Cesare Beruto, Progetto del Piano Regolatore della Città di Milano, relazione all'Onorevole Giunta Municipale (31 dicembre 1884))

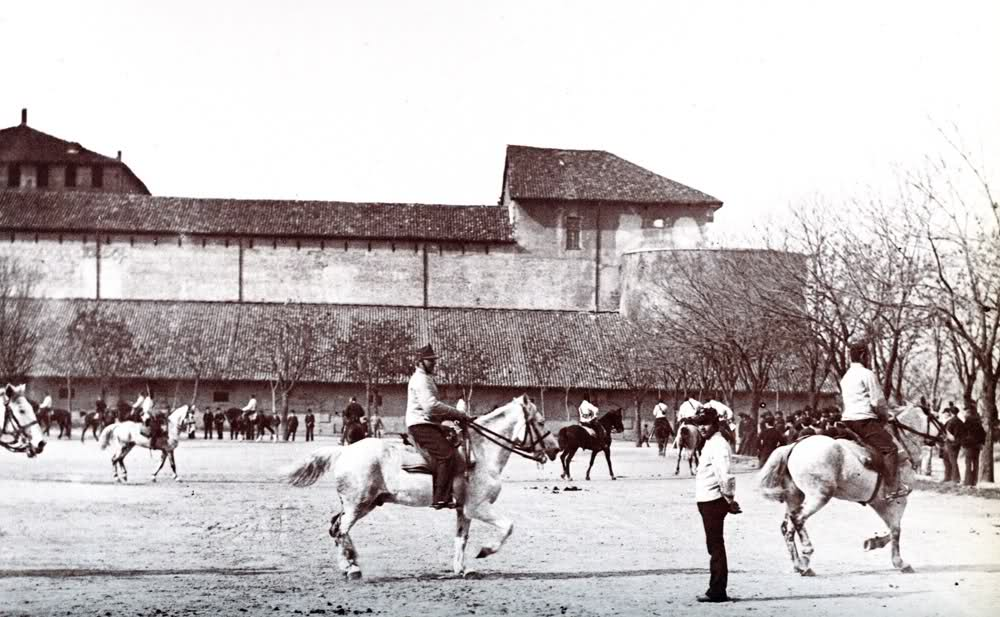
La piazza d'armi e la ghirlanda del Castello, prima dei restauri da parte di Luca Beltrami.

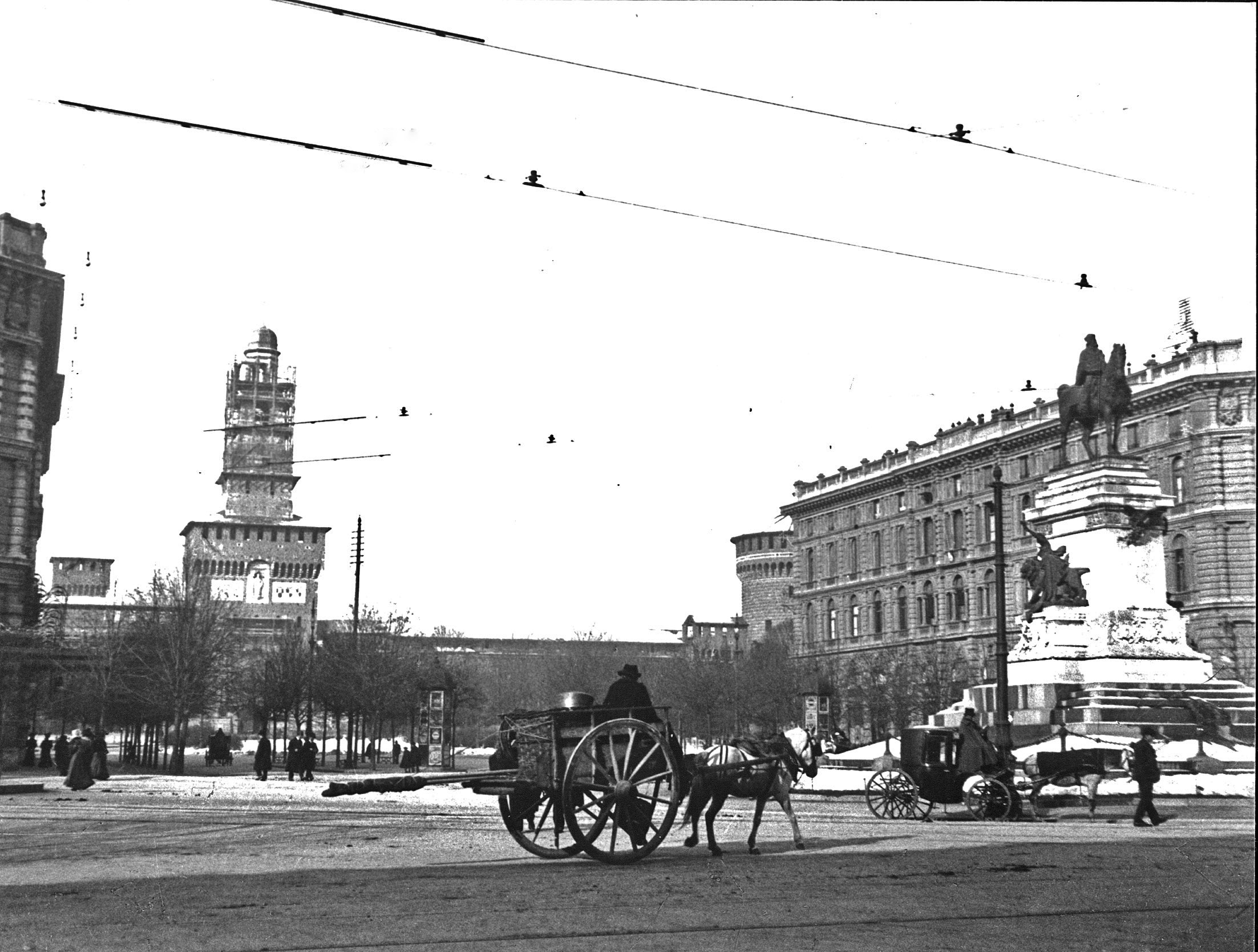
Il Castello durante il rifacimento storicista da parte di Luca Beltrami.

Una delle principali sfide del piano era proprio quella di riuscire a inglobare l'area del Castello e della relativa piazza d'armi all'interno del proprio tessuto, cercando di superare la storica vicendevole estraneità delle due parti. La forma della città s'era infatti come incuneata, seguendo le vecchie bastionature del Castello, che vi si inseriva a nord-ovest. L'estrema appetibilità della zona era data pertanto non solo dall'estrema vicinanza col centro, ma anche dalla particolare natura dei terreni. Per questa viene pertanto portata avanti nella prima stesura del piano una più generale lottizzazione, all'interno della quale vi è un'ampia prevalenza delle nuove edificazioni residenziali. Le pressioni della speculazione sono ancora eccessivamente forti e pregiudicano la più generale riuscita dell'operazione di “inglobamento” di queste aree esterne alla città. Fortunatamente nella seconda redazione del piano viene più chiaramente definito il margine delle aree a verde e quello delle nuove edificazioni, di modo di mettere un freno agli eccessivi appetiti speculativi. Sulla piazza d'armi, prevista a verde, sarebbe in seguito sorto Parco Sempione, realizzato su progetto di Emilio Alemagna nel 1893.
(Cesare Beruto, Progetto del Piano Regolatore della Città di Milano, relazione all'Onorevole Giunta Municipale (31 dicembre 1884))
Il Castello viene pertanto inserito in questo nuovo grande spazio pubblico, che va dall'Arco della Pace fino al Foro Buonaparte. Per quest'ultimo viene prevista un'edificazione particolarmente elegante, che dovesse rispettare esteticamente le «severe linee del Castello», per il quale sarebbe ben presto cominciato il pesante restauro storicista da parte di Luca Beltrami, che ne avrebbe in seguito riedificato la Torre del Filarete, a chiusura prospettica della nuova via Dante. Il disegno della zona è molto curato e raffinato: all'impianto curvilineo impresso al Foro Buonaparte e al corrispettivo asse di via Canova / via Melzi d'Eril attorno all'Arco della Pace, sul quale si sarebbe affacciati eleganti palazzi signorili, si aggiunge il prolungamento di un asse prospettico perpendicolare all'Arena – via XX Settembre – lungo la quale sarebbero sorti eleganti villini caratterizzati da una forte presenza di verde. Oltre la ferrovia e la Stazione di Smistamento, viene collocata una nuova (anacronistica) piazza d'armi, su pressioni del Ministero della Guerra.

## Il confronto storico

### Il Piano nel contesto italiano

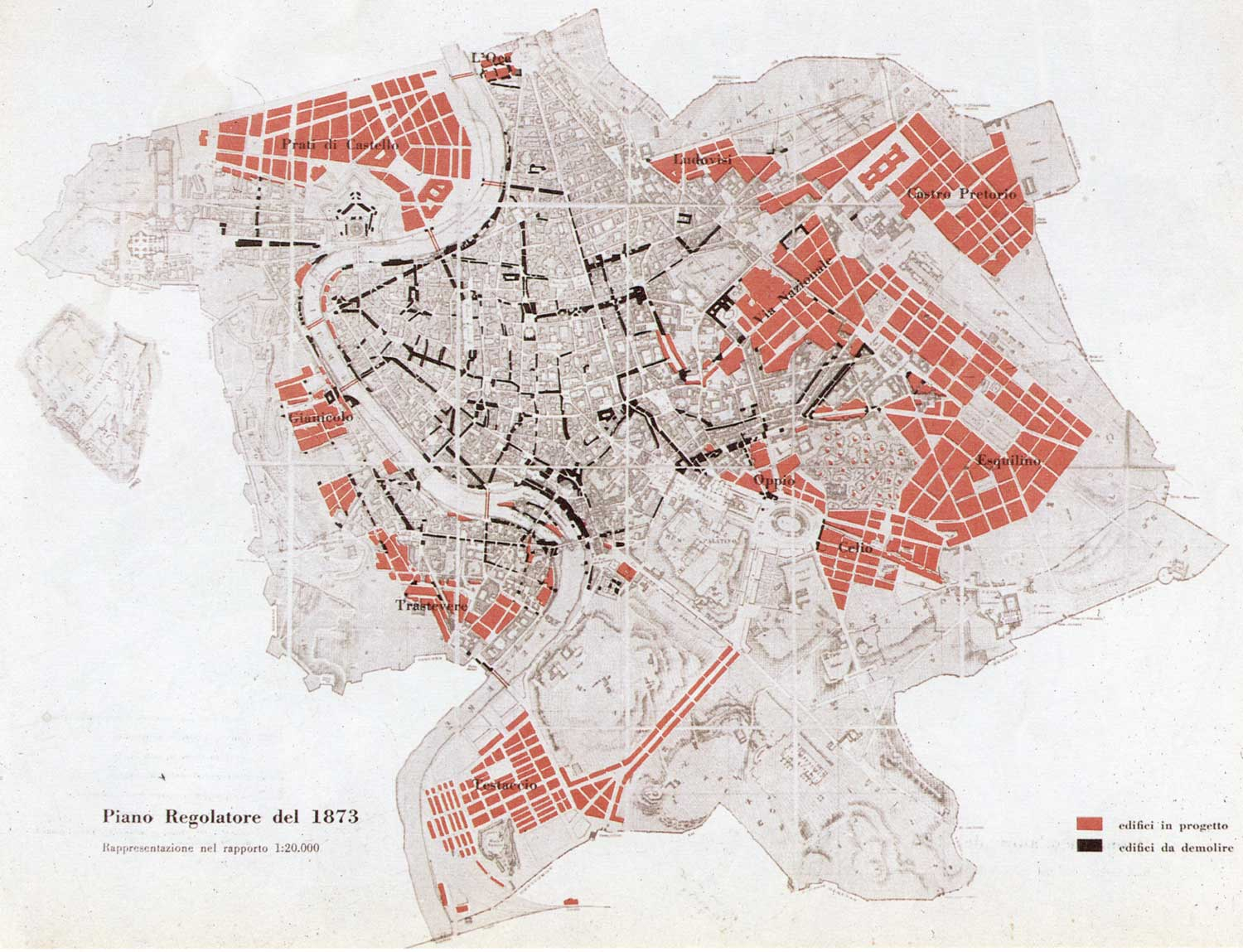
Il Piano Viviani (1873), nella sua prima edizione.

La prima legge italiana in materia urbanistica fu la Legge 2359 del 25 giugno 1865, che interveniva a regolamentare in materia soprattutto di espropriazioni di pubblica utilità, ispirandosi alla legislazione francese, già in vigore dal 1850. Essa attribuiva all'ente pubblico la prerogativa di esproprio (da attuarsi a valore di mercato) in caso di monumenti non conservati, per la realizzazione di grandi infrastrutture (come ferrovie e strade) e per l'attuazione dei piani regolatori. Questi ultimi erano particolari strumenti di governo della città considerati di pubblica utilità a partire dalla loro stessa entrata in vigore; avevano una validità di venticinque anni e se ne sarebbero potuti dotare tutti i comuni con più di diecimila abitanti che ne avrebbero fatto motivata richiesta. Questi piani regolatori si componevano di due parti: un regolamento edilizio (che avrebbe avuto validità all'interno della città già esistente) e un piano d'ampliamento (che sarebbe stato applicato sul circondario esterno). Nel caso particolare dei piani d'ampliamento, essi si limitavano a disegnarne la nuova maglia stradale, non prevedendo le funzioni che si sarebbero insediate nei lotti che si sarebbero andati a creare.
Le prime città a dotarsene furono le due città che succedettero a Torino come capitali del Regno d'Italia, Firenze (nel 1865) e Roma (nel 1873 e nel 1883), proprio per far fronte al nuovo ruolo istituzionale e di rappresentanza nazionale che si apprestavano a ricoprire. Napoli e Palermo se ne dotarono entrambe nel 1885 per far fronte a gravi carenze igienico-strutturali dell'impianto più storico della città, con pesantissimi interventi di sventramento nel tessuto urbano. Successivamente furono diverse le città italiane di media-grande dimensione che decisero di adottarlo.

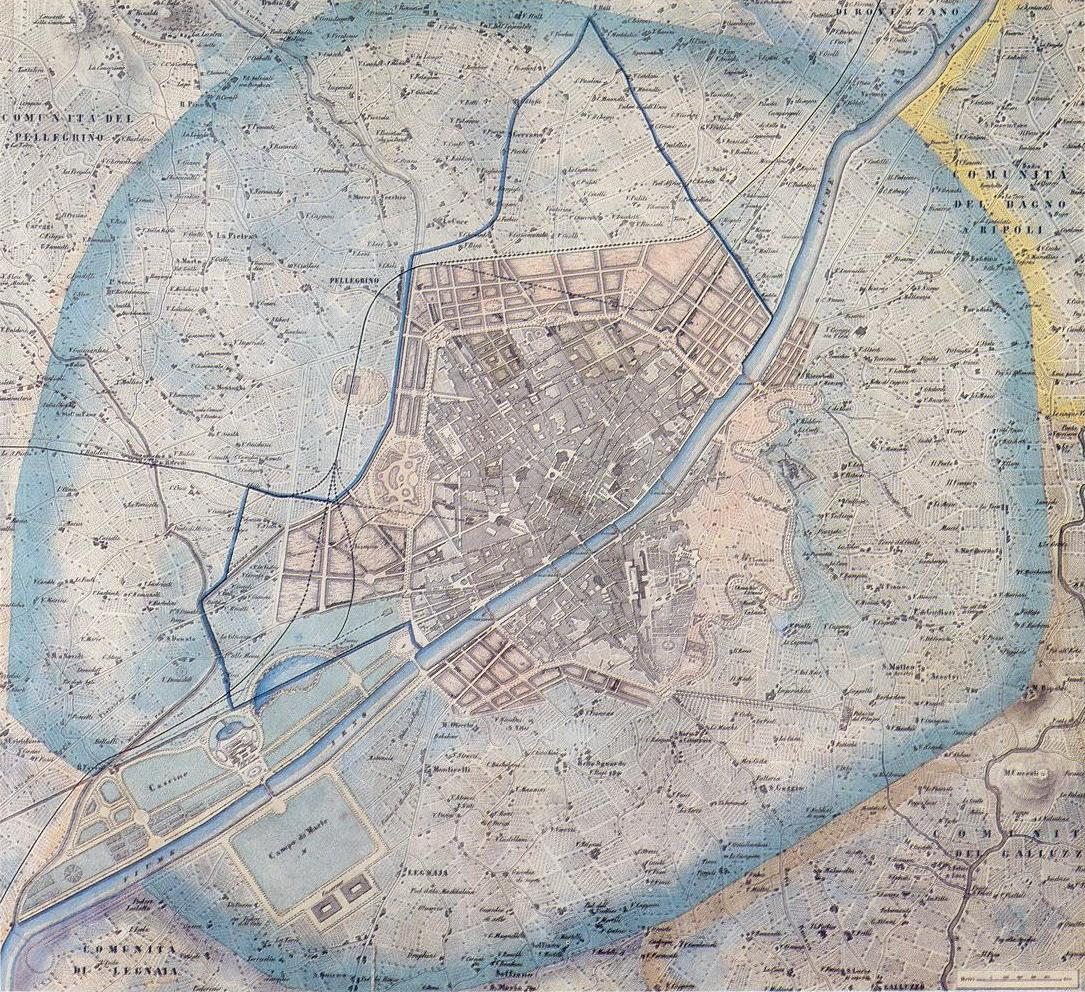
Il Piano Poggi (1865) nella sua prima versione.

#### Il Piano Poggi, Firenze (1865)[6]
Nel 1865 Firenze si ritrova, del tutto impreparata, ad essere la nuova capitale del Regno d'Italia. Tale ruolo ne stravolgeva totalmente la sua tranquilla esistenza, ripercuotendosi pertanto sul suo stesso impianto urbanistico, rimasto sostanzialmente immutato dal XVII secolo. La città avrebbe dovuto innanzitutto dotarsi delle nuove strutture proprie di una capitale e farsi capace di accogliere il gran numero di funzionari e impiegati statali che di conseguenza sarebbero stati attratti; in secondo luogo avrebbe dovuto assumere un volto nuovo e all'avanguardia, moderno ed encomiastico in grado di proiettarla fra le capitali europee del tempo.
Al fine di fondere al meglio la città contenuta all'interno delle mura e quella che sarebbe dovuta sorgere al suo esterno, il Poggi ne ordinò la quasi completa demolizione: al loro posto vi sarebbero sorti ampi viali alberati, sul modello dei boulevards parigini, lungo i quali si sarebbero affacciati i nuovi quartieri, caratterizzati da un impianto a scacchiera indifferenziata, che non aveva precedenti a Firenze. Oltrarno sulle colline che dominano la città corre specularmente il viale dei Colli, un'ampia passeggiata alberata e panoramica costeggiata da eleganti villini che termina in piazzale Michelangelo, una grande piattaforma con una grandiosa vista su Firenze, collegata direttamente con quest'ultima attraverso salite e giochi d'acqua di gusto romantico. Nel nucleo più storico si procedeva nella più vasta opera di “risanamento”, portata avanti nel trentennio successivo al piano attraverso pesanti sventramenti.

#### Il Piano Viviani, Roma (1873, 1883)[7]
Un caso particolare nel panorama italiano è dato dal Piano Viviani, a Roma, redatto una prima volta nel 1873 (senza che fosse mai formalmente approvato) e ufficializzato solo dieci anni dopo, nel 1883, con un nuovo piano che sostanzialmente riprendeva il precedente, aumentando i nuovi insediamenti. Esso non si rifà in alcun modo alle esperienze urbanistiche europee, ma si limita ad intervenire sulla città operando un ampliamento (particolarmente corposo nelle aree orientali della città, arrivando a inglobare la Stazione Termini) caratterizzato da una maglia ortogonale estremamente regolare; inoltre, mantenendo una visione banale della città storica, vi impone l'inserimento di strade che l'attraversino in modo da migliorarne la permeabilità. Nella prima versione addirittura viene previsto un quartiere residenziale (Prati di Castello), non contemplato nel piano regolatore. Vi verrà inserito solo dieci anni dopo, insieme a nuove semplicistiche lottizzazioni.

Il Piano Hobrecht di Berlino (1862).

### Il Piano nel contesto europeo
Il Piano Beruto si configura come uno degli ultimi grandi piani dell'Ottocento (redatto in una sua prima versione nel 1884, approvato definitivamente solo cinque anni più tardi nel 1889), ancora fortemente connotato secondi i principi cardine del tempo. Stretto è il legame con gli altri grandi piani europei dell'epoca, dei quali spesso fa riferimento nella giustificazione di alcune scelte e nell'avvalorare alcune proposte. Tematicamente rientra a pieno titolo nella lunga serie di piani definiti “simmetrici”, nell'ampio ricorso a piazze e disegni geometrici ed estremamente regolari. Essi derivavano direttamente dalla lunga trattatistica precedente, fortemente impostata sulla simmetria delle parti e su una chiara intenzionalità estetica. Le strade vengono tracciate ampie e alberate, tendenzialmente regolari e molto spesso chiuse prospetticamente da un edificio monumentale; le piazze si compongono di un'architettura coordinata, al centro delle quali spicca un monumento che assurga al compito di “fuoco”, sul quale possono convergere le stesse visuali prospettiche delle strade o dei viali che vi convergono. La lunga stagione dei piani simmetrici si chiude proprio nel 1889, con la pubblicazione de L'arte di costruire le città, di Camillo Sitte, in cui s'introduce una sostanziale rivalutazione dei tessuti urbani premoderni e delle relative forme, dando inizio alla nuova stagione dei piani asimmetrici. Dall'irregolarità delle forme si sviluppano due diverse interpretazioni formali che trovano sbocco nei piani neomedievali, di matrice tedesca (come nel Piano Henrici a Monaco di Baviera, del 1893) e nei piani paesaggistici di matrice inglese.

## Tavole allegate
Qui di seguito sono riportate alcuni allegati estratti dal Piano regolatore del circondario interno della città (1888)  e dal Piano regolatore di diverse zone di Milano (1906), redatte conformemente al più generale Piano Beruto dallo stesso Cesare Beruto e dal suo Ufficio Tecnico. Esse inquadrano le due soluzioni adottate - l'una successiva all'altra - per la risistemazione del Cordusio e del Verziere. Segue infine una tavola di inquadramento generale, nella quale emerge la soluzione definitiva che verrà adottata per le aree della ex piazza d'armi, del Castello e del Foro Bonaparte.

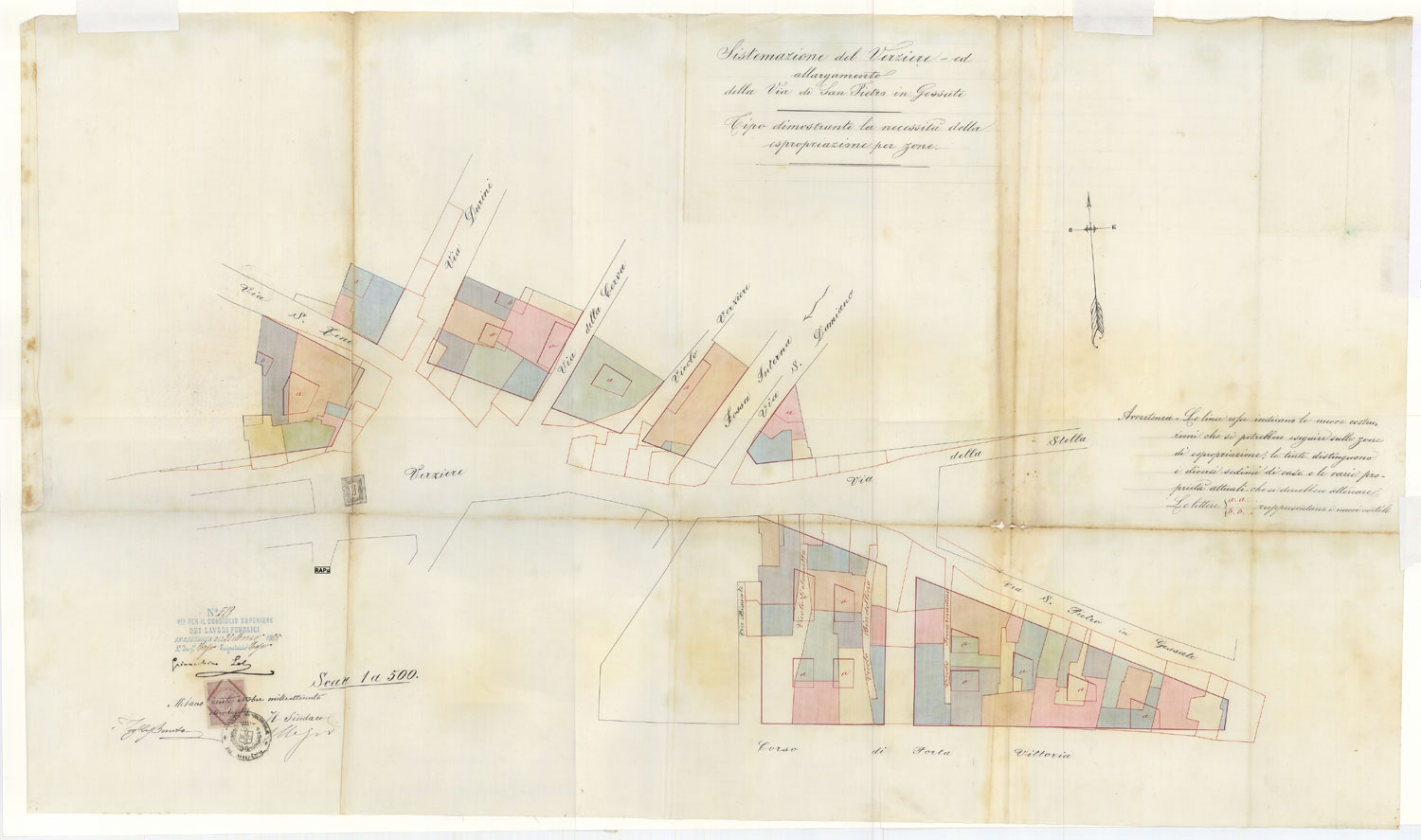
Verziere, 1888
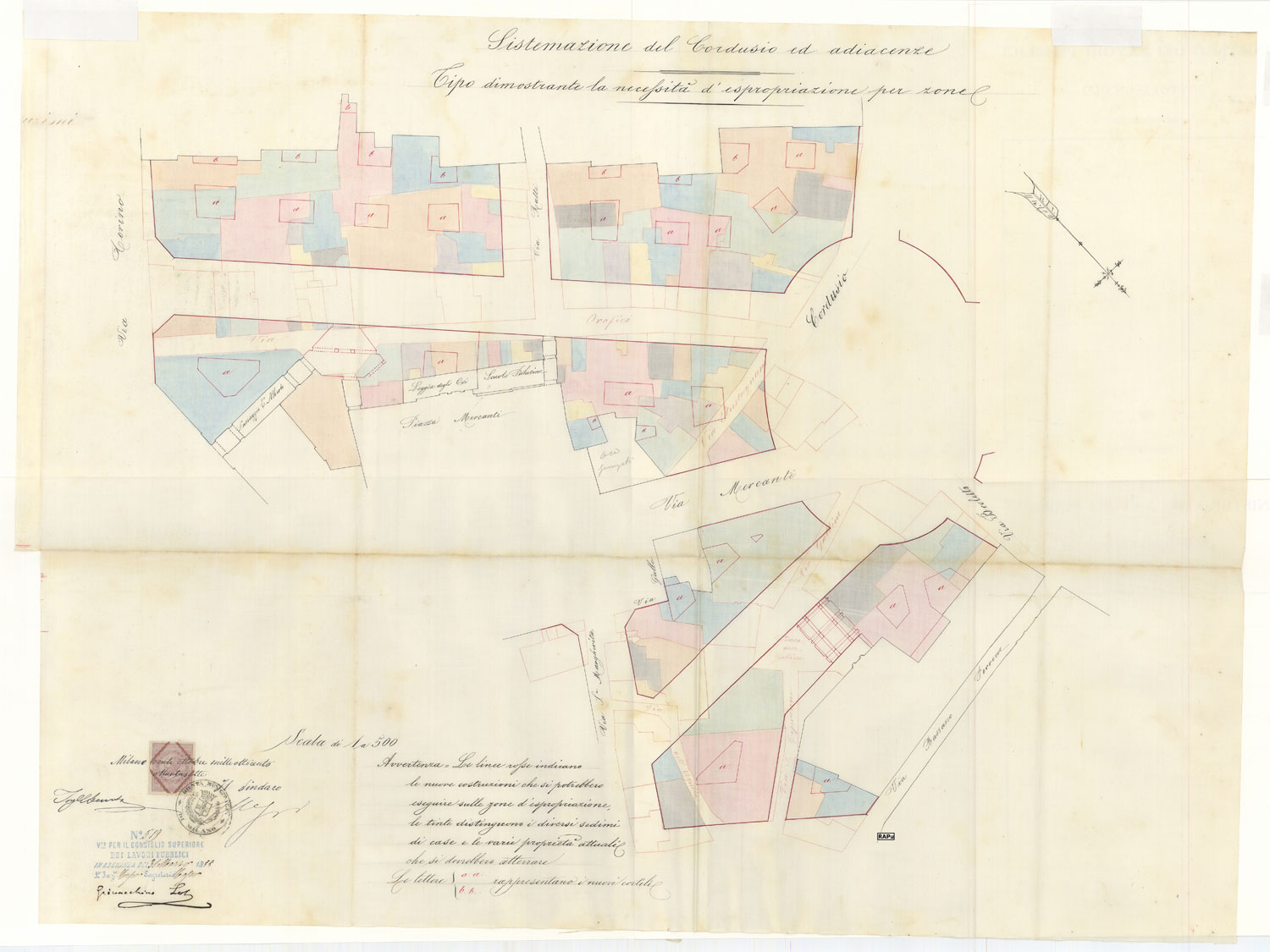
Cordusio, 1888
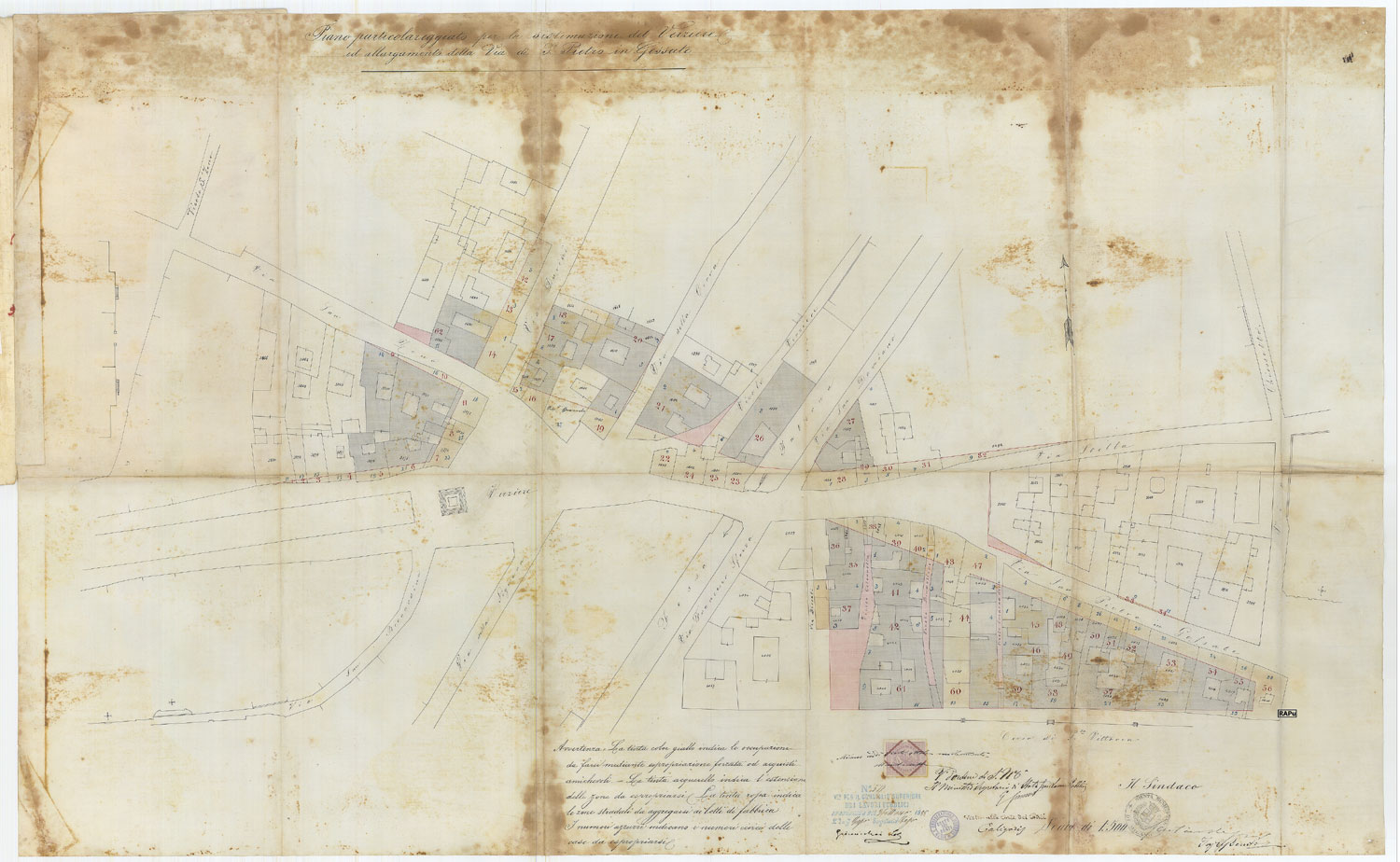
Verziere, 1906
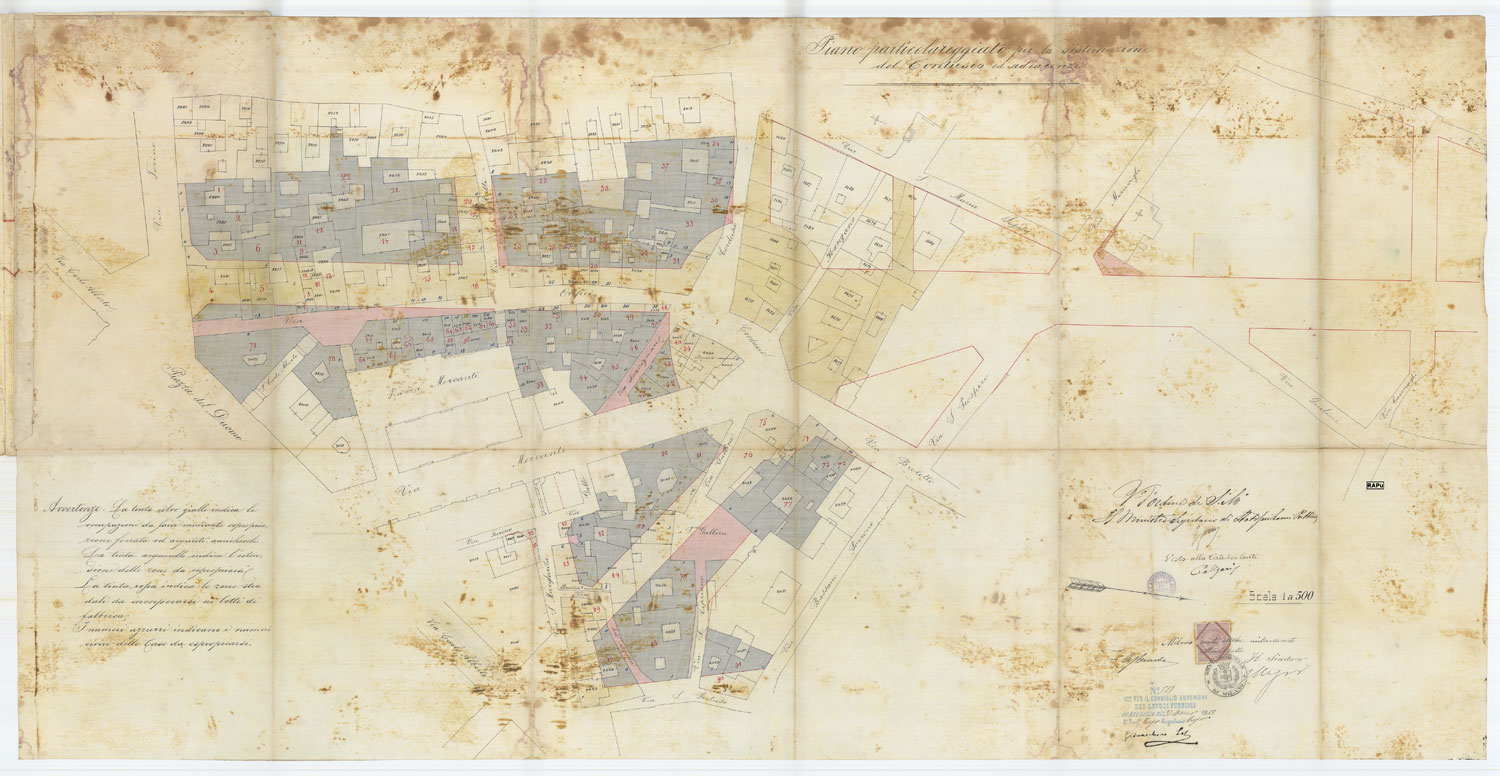
Cordusio, prima del 1882
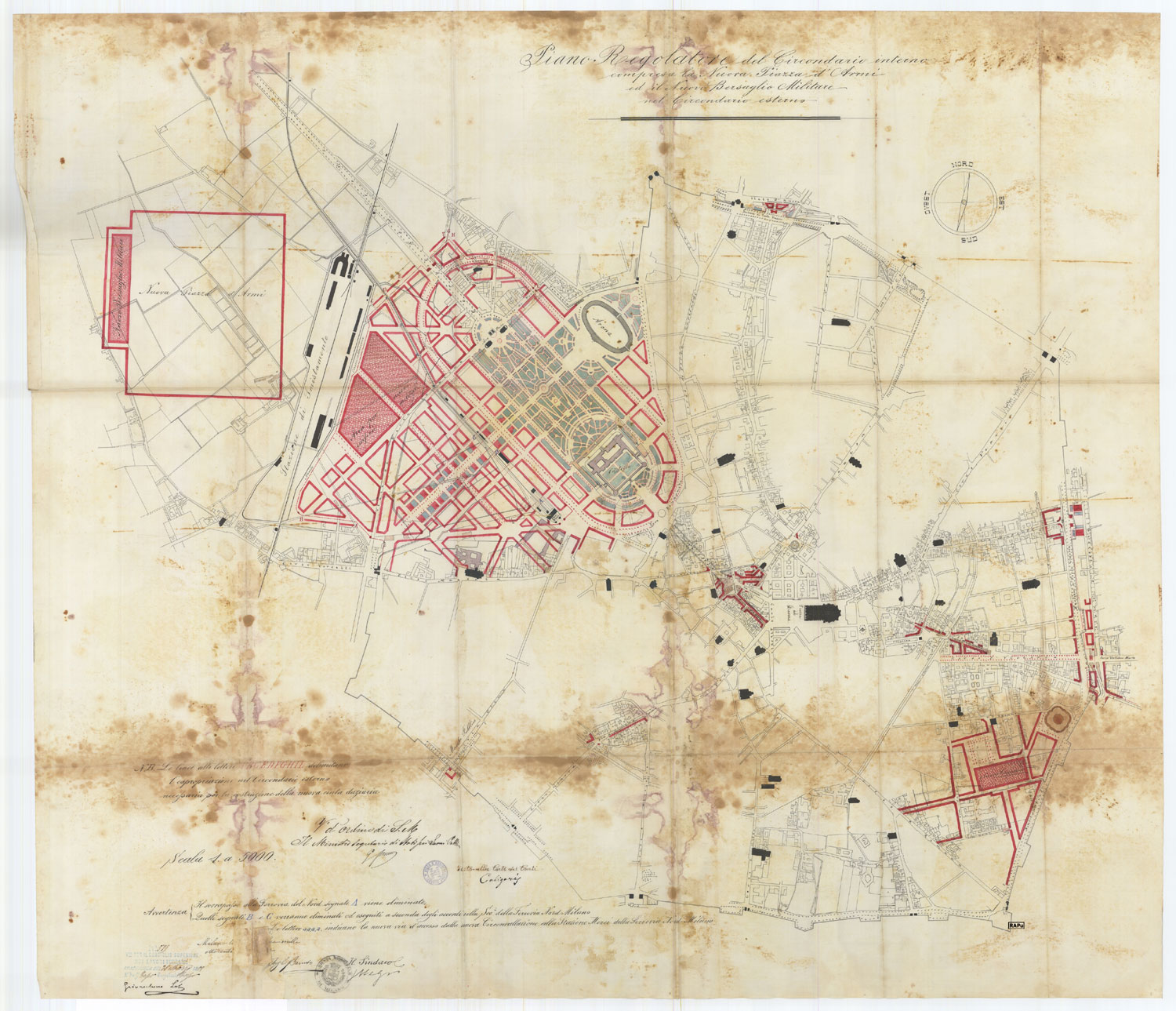
Quadro generale (prima del 1888: la Chiesa di San Nazaro in Pietrasanta è ancora esistente)